# Quận Rains, Texas
Quận Rains (tiếng Anh: County) là một quận trong tiểu bang Texas, Hoa Kỳ. Quận lỵ đóng ở thành phố Emory. Theo kết quả điều tra dân số năm 2000 của Cục điều tra dân số Hoa Kỳ, quận có dân số 9139 người.

## Thông tin nhân khẩu
Theo điều tra dân số 2 năm 2000, đã có 9.139 người, 3.617 hộ và 2.680 gia đình sống trong quận. Mật độ dân số là 39 người cho mỗi dặm vuông (15/km ²). Có 4.523 đơn vị nhà ở với mật độ trung bình là 20 cho mỗi dặm vuông (8/km ²). Cơ cấu dân tộc dân cư quận gồm 91,91% người da trắng, 2,92% da đen hay Mỹ gốc Phi, 0,82% người Mỹ bản xứ, 0,34% người châu Á, Thái Bình Dương 0,04%, 2,55% từ các chủng tộc khác, và 1,41% từ hai hoặc nhiều chủng tộc. 5,53% dân số là người Hispanic hay Latino thuộc chủng tộc nào.
Có 3.617 hộ, trong đó 28,80% có trẻ em dưới 18 tuổi sống chung với họ, 61,90% là các cặp vợ chồng sống với nhau, 9,10% có chủ hộ là nữ không có mặt chồng, và 25,90% là không lập gia đình. 22,30% của tất cả các hộ gia đình đã được tạo thành từ các cá nhân và 11,20% có người sống một mình 65 tuổi trở lên đã được người. Bình quân mỗi hộ là 2,51 và cỡ gia đình trung bình là 2,92.
Trong quận, độ tuổi dân số với 23,80% ở độ tuổi dưới 18, 7,40% 18-24, 25,10% 25-44, 27,70% 45-64, và 16,10% người 65 tuổi trở lên. Tuổi trung bình là 41 năm. Cứ mỗi 100 nữ có 99,80 nam giới. Cứ mỗi 100 nữ 18 tuổi trở lên, đã có 96,40 nam giới.
Thu nhập trung bình cho một hộ gia đình trong quận đã được $ 33.712, và thu nhập trung bình cho một gia đình là $ 40.329. Nam giới có thu nhập trung bình $ 31.983 so với 21.594 $ cho phái nữ. Thu nhập trên đầu cho các quận được $ 16.442. Giới 11,40% gia đình và 14,90% dân số sống dưới mức nghèo khổ, trong đó có 17,50% những người dưới 18 tuổi và 14,10% có độ tuổi từ 65 trở lên.